# Middengolf

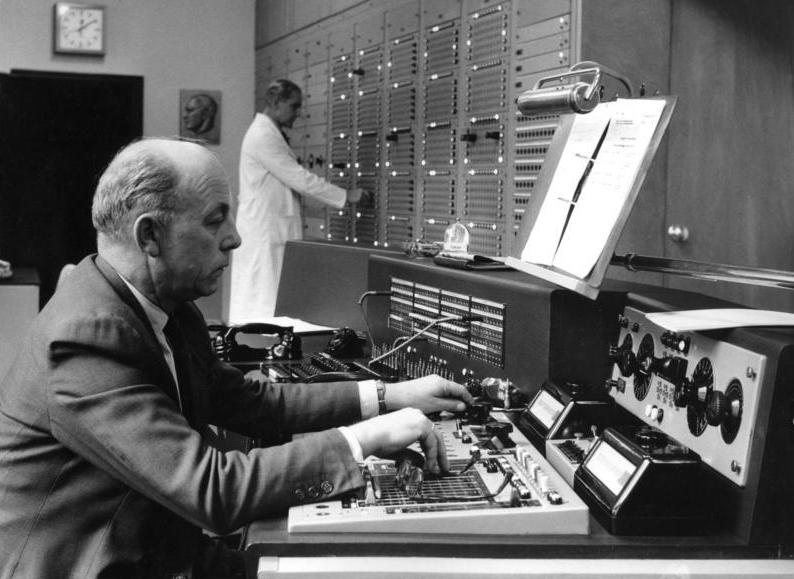
Een medewerker van de WDR bedient de middengolfzender. 12 februari 1954

De middengolf is een deel van het radiospectrum dat wordt gebruikt voor radio-omroep, en valt binnen het MF-frequentiegebied. De band wordt tegenwoordig vaak aangeduid als MW (MittelWelle/MediumWave).
De ook gebruikte afkorting AM (AmplitudeModulatie), naar de gebruikte modulatietechniek, is geen synoniem van MW, want op de lange en korte golf wordt ook gebruikgemaakt van AM.
De door de omroep gebruikte middengolf-band loopt van 531 kHz tot 1602 kHz (in Europa, Afrika en Azië), tot 1715 kHz (binnen Noord-Amerika).
De raster (de frequentie-afstand tussen twee zenders) bedraagt volgens internationale afspraak 10 kHz op het Amerikaanse werelddeel en 9 kHz elders. Veel moderne synthesizerontvangers kunnen alleen worden afgestemd op frequenties die een veelvoud zijn van 9 of 10 kHz, afhankelijk van het werelddeel waarvoor de ontvangers gemaakt zijn.
Kenmerkend voor deze band is dat het signaal verder reikt dan op de FM-band, doordat voor FM een veel kortere golflengte wordt gebruikt. MF-signalen kunnen honderden kilometers ver weg ontvangen worden. Na zonsondergang wordt tevens voortplanting als ruimtegolf mogelijk, waardoor zeer ver gelegen middengolfstations te ontvangen zijn.
Dit is een voordeel en een nadeel; in grote delen van Europa zijn 's nachts Nederlandse en Vlaamse zenders te ontvangen, maar de ontvangst van die zenders wordt in de nacht slechter in eigen land, omdat de storing door andere zenders toeneemt.
Veel radiotoestellen waren vanouds voorzien van een afstemschaal met de namen van veel zenders.
Tot in de jaren 60 was de middengolf het populairste golflengtegebied. Daarna kozen de meeste radiostations voor FM, die een betere ontvangstkwaliteit geeft.

## Golflengteenfrequentie
Tot de jaren zeventig werden radiozenders met hun golflengte aangeduid. Zo zond Radio Veronica uit op zee op de golflengtes 192 meter en daarna 538 meter, resp. 1562 en 557 kHz. Aan deze laatste golflengte dankt radiostation 538 zijn naam. Toen Hilversum 3 t/m 1978 uitzond op de 674 kHz op de middengolf, werd in een jingle vaak gesproken over The Big Four-Four-Five, de 445 meter (vanaf 1978 werd dit 675 kHz - 444 m).
In later jaren werden radiozenders aangeduid met hun frequentie (hoewel men vaak nog het woord 'golflengte' gebruikt, bijvoorbeeld "De golflengte is 747 kHz"). Een voorbeeld daarvan is de zender HitRadio 1224, waarbij het getal 1224 slaat op de frequentie van 1224 kHz (245 meter).
radiogolf · lange golf · middengolf · korte golf · very high frequency (ultrakorte golf) · ultra-high frequency · microgolf · infrarood · zichtbaar licht · ultraviolet · röntgenstraling · gammastraling

Kleuren van de regenboog: rood · oranje · geel · groen · cyaan · blauw · indigo · violet